# Daihatsu Gran Move
Daihatsu Gran Move var en femdørs mini-MPV fra den japanske fabrikant Daihatsu. Modellen var baseret på Daihatsu Charade Shortback og kom på markedet i november 1996.

## Andre navne
I det meste af Europa blev bilen solgt under navnet Gran Move. I hjemlandet Japan, samt i talrige andre lande hed bilen Daihatsu Pyzar. I Storbritannien hed den første serie (G303) Gran Move, og den anden serie (G301) Pyzar.

## Tekniske data
- Vendekreds: 9,8 m
- Bagagerumsindhold: 400 liter, med fremklappet bagsæde 850 liter
- Tankkapacitet: 50 liter normalbenzin (91 oktan)
- Egenvægt: 1065 kg
- Lasteevne: 420 kg
- Ved hjælp af en kollisionssensor oplåses dørene i tilfælde af en kollision, og havariblinket aktiveres.

|                                                | 1.5                             | 1.6                             |
| Byggeperiode                                   | 1996−1999                       | 1999−2002                       |
| Motordata                                      |                                 |                                 |
| Motorkode                                      | HE-E/EG                         | HD-EP                           |
| Motortype                                      | R4-benzinmotor                  | R4-benzinmotor                  |
| Antal ventiler pr. cylinder                    | 4                               | 4                               |
| Ventilstyring                                  | OHC, tandrem                    | OHC, tandrem                    |
| Fødesystem                                     | Multipoint                      | Multipoint                      |
| Trykladning                                    | –                               | –                               |
| Køling                                         | Vandkøling                      | Vandkøling                      |
| Boring × slaglængde                            | 76,0 × 82,6 mm                  | 76,0 × 87,6 mm                  |
| Slagvolume                                     | 1499 cm³                        | 1590 cm³                        |
| Kompressionsforhold                            | 9,5:1                           | 9,5:1                           |
| Maks. effekt ved omdr./min.                    | 66 kW (90 hk) 6200              | 67 kW (91 hk) 6000              |
| Maks. drejningsmoment ved omdr./min.           | 119 Nm 3600                     | 126 Nm 3600                     |
| Kraftoverførsel                                |                                 |                                 |
| Drivende hjul (standardudstyr)                 | Forhjul                         | Forhjul                         |
| Drivende hjul (ekstraudstyr)                   | Alle                            | Alle                            |
| Gearkasse (standardudstyr)                     | 5-trins manuel                  | 5-trins manuel                  |
| Gearkasse (ekstraudstyr)                       | 4-trins automatisk              | 4-trins automatisk              |
| Præstationer1                                  |                                 |                                 |
| Topfart                                        | 165 km/t (160 km/t)             | 165 km/t (160 km/t)             |
| Acceleration 0-100 km/t                        | 13,3 sek. (15,5 sek.)           | 11,7 sek. (14,4 sek.)           |
| Brændstofforbrug pr. 100 km ved blandet kørsel | 7,6 liter (8,6 liter) Blyfri 95 | 7,6 liter (8,2 liter) Blyfri 95 |

Motorerne er af fabrikanten ikke frigivet til brug med E10-brændstof.

## Facelift
I sommeren 1999 gennemgik modellen et facelift (G301) med følgende ændringer:
- Motor på 1599 i stedet for 1490 cm³, og 91 i stedet for 90 hk
- Drejningsmoment 126 i stedet for 119 Nm
- Fire centimeter større længde som følge af modificerede kofangere
- Ændret gearkasseudveksling
- Hvide blinklys
- Ny kølergrill

## Indstilling af produktionen
Produktionen blev indstillet i juli 2002. De sidste nye biler blev solgt i 2003.